# Redemptoristinnen in Brugge

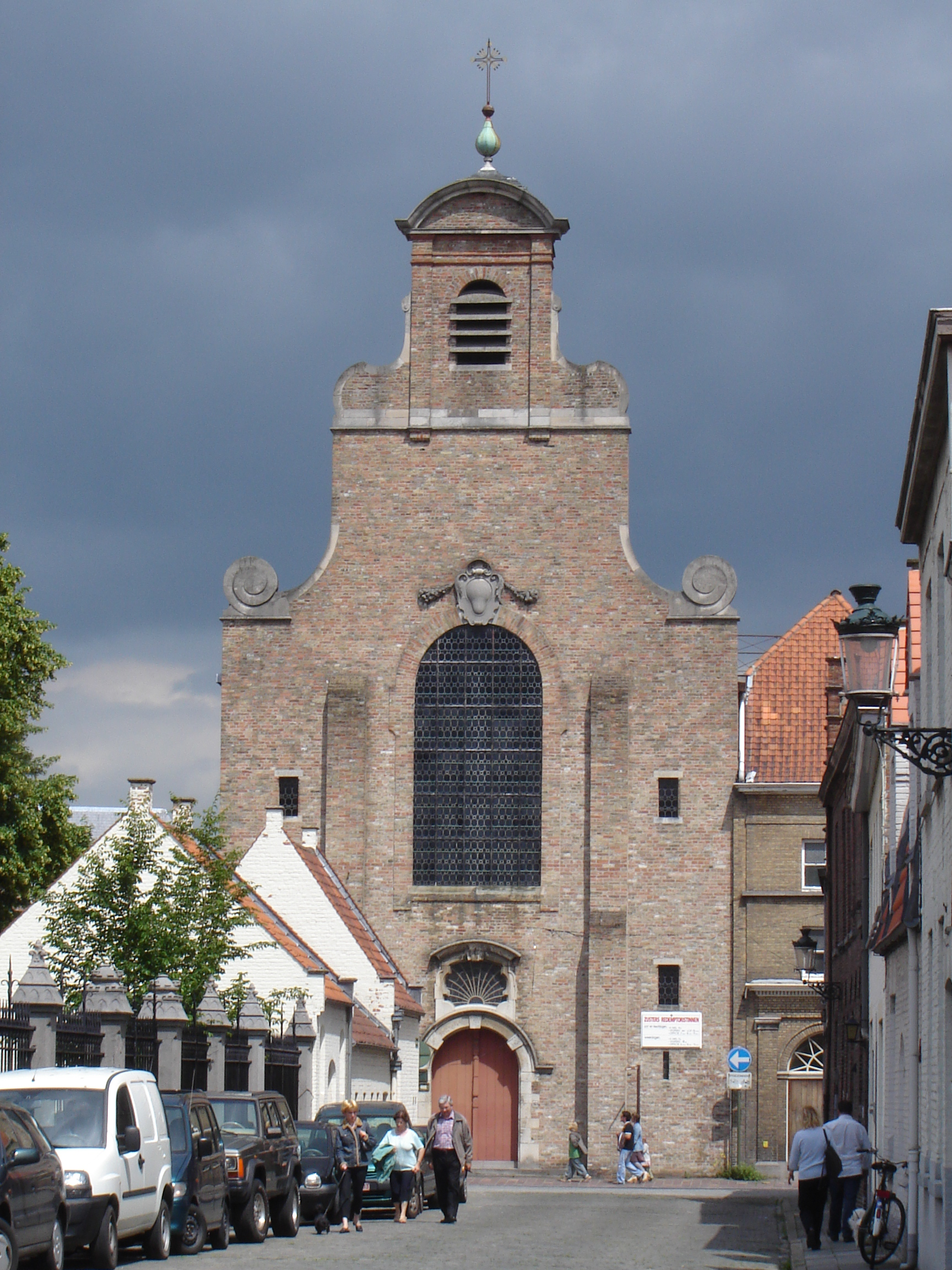
Gevel van de Brugse Redemptoristinnenkerk

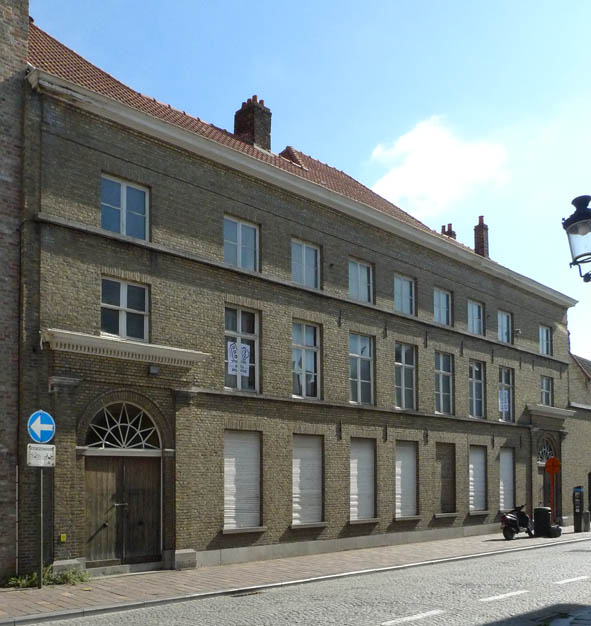
Kloostergebouw langs de Katelijnestraat

Een klooster van redemptoristinnen werd in Brugge gesticht in 1841 en bleef actief tot in 2004.

## Redemptoristinnen
Zoals de redemptoristen in 1732, werd de vrouwelijke tegenhanger van de mannencongregatie in 1731 in Napels gesticht door de heilige Alfonsus van Liguori (1696-1787). De pauselijke goedkeuring werd verleend in 1750, onder de naam Instituut van de heilige Verlosser. In de negentiende eeuw werd een eerste klooster buiten Italië gesticht in Wenen. De initiatiefnemer was de Weense redemptorist Clemens Hofbauer.

## Redemptoristinnen in Brugge
Vanuit Wenen werd in 1841 een eerste redemptoristinnenklooster gesticht in Brugge, door de overste Eugénie Dijon, met de goedkeuring van de algemene overste van die periode, Joseph-Amand Passerat. 
In 1844 kreeg de zeer internationaal samengestelde zustergroep, die zijn intrek had genomen in een huis in de Goezeputstraat, een bouwvergunning voor de bouw van een klooster op een uitgestrekte eigendom die ze verwierven, tussen de Katelijnestraat en de Visspaanstraat. In 1846 namen 24 zusters en 12 novicen hun intrek in de nieuwe gebouwen. Onder hen bevonden zich dochters uit Belgische adellijke families, zoals Cécile de 't Serclaes, Josephine de Buggenoms, Justine de Limburg Stirum en X. de Schaetzen. Het grote klooster bood huisvesting aan de talrijke novicen die er hun opleiding begonnen, alvorens naar nieuwe stichtingen, zowat overal ter wereld, te vertrekken.
De redemptoristen en redemptoristinnen genoten van bijzondere steun in de hogere Europese kringen. Dit was ook het geval voor het Brugse klooster. Onder zijn weldoeners zijn te vermelden: baron Jean-Marie de Pelichy van Huerne, burgemeester van Brugge, Charles De Brouckère, gravin de Malet, madame Valk, gravin de Baillet de Goupigny van Mechelen en X. de Schaetzen. Heel wat hoogwaardigheidsbekleders brachten een bezoek, zoals de pauselijke nuntius, de bisschoppen van Brugge, Gent en Luik, de hertogin van Arenberg en Prins de Lobkowitz. De congregatie steeg ook in bekendheid en invloed doordat de redemptoristen Victor Augustus Dechamps kardinaal-aartsbisschop van Mechelen werd en Willem Marinus van Rossum curiekardinaal.

## Passerat
Joseph-Amand Passerat (Joinville, 30 april 1772 - Doornik, 30 oktober 1858) was een Frans redemptorist. Hij volgde zijn leermeester Clément-Marie Hofbauer op als vicaris-generaal voor de redemptoristen buiten Italië, van 1820 à 1848. 
Nadat hij als vicaris-generaal was opgevolgd in 1848, vestigde Passerat zich als aalmoezenier van de redemptoristinnen in Brugge (1848-1850) en vanaf 1850 woonde hij als rustend religieus in het redemptoristenklooster in Doornik, waar hij in 1858 overleed.
Hij werd in 1893 verheven tot Dienaar Gods en in 1980 door paus Johannes Paulus II eerbiedwaardig verklaard. Het proces in zaligverklaring wordt verdergezet.

## Na het klooster
In 2004 was het aantal kloosterlingen geslonken tot zeven en beslisten ze tot sluiting over te gaan. Vijf van hen vertrokken naar bejaardenhuizen en twee anderen gingen, na een verblijf in Harelbeke tot 2013, bij eigen zusters redemptoristinnen in Ierland wonen. Eén van hen trad eind oktober 2016 in bij de Priorij van Onze-Lieve-Vrouw van Bethanië.
Het domein werd verkocht aan een projectontwikkelaar. De voorgestelde ontwerpen, waarbij de gebouwen grotendeels werden afgebroken en zware nieuwbouw in de plaats zou komen, werden niet aanvaard door de overheid.
Verschillende monumentenzorgverenigingen, verenigd onder de koepel S.O.S. voor een Leefbaar Brugge, voerden actie voor een bescherming van het domein. Vooral de actiegroep van buurtbewoners was hierin bijzonder actief. Nadat de administratie voor bouwkundig erfgoed hiervoor onwillig was en de waarde van de gebouwen in twijfel trok, werd uiteindelijk, na een bezoek ter plaatse van de Koninklijke Commissie voor Monumenten en Landschappen, toch een dossier voor bescherming opgemaakt die de waarde van het geheel onmiskenbaar vaststelde. Dit leidde tot een voorlopige bescherming voor de duur van een jaar. 
Toen de definitieve beslissing aan de orde kwam, werd de bescherming als monument, tot verbazing van de monumentenzorgers, alleen maar toegekend aan de kerk, aan een klein gedeelte van het klooster en aan de grote muur in de Vispaanstraat. Het klooster, een gedeelte van de tuin en enkele kleinere gebouwen werden als stadsgezicht beschermd. Hierdoor werd het voor de ontwikkelaar mogelijk om op het niet-beschermde gedeelte een aantal nieuwe huizen te bouwen. Nieuwbouw die dermate gebreken vertoonde dat er nog voor vele jaren problemen zouden rijzen. Het vroegere klooster werd gerestaureerd en kreeg, onder de naam Huis Karel Verleye, een nieuwe bestemming als residentie voor studenten van het Europacollege. 
Wat overbleef van de tuin werd door de stad Brugge overgenomen, onderhouden en opengesteld als publiek park. De kleine huizen langs de Katelijnestraat werden hersteld en voor bewoning aangeboden. De kerk en het als monument beschermde onderdeel van het klooster werden voor een periode van 25 jaar door de stad Brugge gehuurd, als uitbreiding van de tegenovergelegen Kunstacademie. In 2024 kocht de stad Brugge een deel van het klooster. Inbegrepen zijn de lokalen die al gehuurd werden voor de academie en de Kalvariebergtuin. In september 2024 nam de academie tevens haar intrek in de kerk.